# Tomás Lizana
 Tomás Eduardo Lizana Jeria (Rancagua, 8 de mayo de 1992) es un futbolista chileno que juega de defensa en Colchagua Club de Deportes de la Tercera División A de Chile.

## Clubes
| Club                            | País  | Año       |
| ------------------------------- | ----- | --------- |
| O'Higgins                       | Chile | 2011-2012 |
| Club de Deportes Valdivia       | Chile | 2013      |
| Club Deportivo y Social Enfoque | Chile | 2013      |
| Colchagua                       | Chile | 2014-Act  |

## Palmarés

### Campeonatos nacionales
| Título             | Club               | País  | Año  |
| ------------------ | ------------------ | ----- | ---- |
| Tercera A de Chile | Deportes Colchagua | Chile | 2014 |